# Pedro de Ezcurra
Pedro de Ezcurra (1859–1911) foi um político argentino e Ministro da Agricultura.
Durante seu mandato como Ministro da Agricultura, auxiliou a Expedição Antártica Francesa.
Durante a organização do levantamento de 1908-10, encontrou e batizou o Fiorde Ezcurra em sua honra.
 Este artigo incorpora material em domínio público  de United States Geological Survey   , documento "Pedro de Ezcurra" (conteúdo do Geographic Names Information System).